# كريستيانو ديل غروسو
كريستيانو ديل غروسو (بالإيطالية: Cristiano Del Grosso)‏ (مواليد 24 مارس 1983 في جيوليانوفا - إيطاليا) لاعب كرة قدم إيطالي يلعب حاليا لصالح نادي الدرجة الأولى سيينا الإيطالي منذ 2008 في مركز الظهير الأيسر . .

## روابط خارجية
- كريستيانو ديل غروسو على موقع قاعدة بيانات كرة القدم.إي يو (الإنجليزية)
- كريستيانو ديل غروسو على موقع Soccerbase.com (لاعب) (الإنجليزية)
- كريستيانو ديل غروسو على موقع Soccerway.com (الإنجليزية)
- كريستيانو ديل غروسو على موقع عالم كرة القدم.نت (الإنجليزية)
- كريستيانو ديل غروسو على موقع كووورة
- كريستيانو ديل غروسو على موقع AS.com (الإسبانية)